# Lisne
Lisne (ukrainisch Лісне; russisch Лесное/Lesnoje) ist eine Siedlung städtischen Typs im Osten der Ukraine in der Oblast Donezk mit etwa 170 Einwohnern.

## Geographie
Die Siedlung städtischen Typs liegt im Donezbecken, etwa 23 Kilometer nordöstlich vom Oblastzentrum Donezk und 14 Kilometer nordöstlich vom Stadtzentrum von Makijiwka, zu dessen Stadtkreis sie zählt, entfernt.
Der Ort gehört zur Siedlungsratsgemeinde von Nyschnja Krynka, welche wiederum zum Stadtrajon Sowjet der Stadt Makijiwka zählt und befindet sich südwestlich des Ortes in einem Waldstück.

## Geschichte
Die Siedlung entstand erst in den 1960er Jahren, seit Sommer 2014 ist der Ort im Verlauf des Ukrainekrieges durch Separatisten der Volksrepublik Donezk besetzt.